# Chiusi
Chiusi ist eine italienische Stadt mit 8116 Einwohnern (Stand 31. Dezember 2023) in der Toskana. Sie liegt in der Provinz Siena zwischen dem Bolsenasee und dem Trasimenischen See.

## Geografie

Lage von Chiusi in der Provinz Siena

Die Gemeinde liegt etwa 60 km südöstlich der Provinzhauptstadt Siena und rund 100 km südöstlich der Regionalhauptstadt Florenz. Italiens Hauptstadt Rom liegt ca. 130 km südlich. Chiusi liegt in der klimatischen Einordnung italienischer Gemeinden in der Zone D, 2 022 GG. Wichtige Gewässer im Gemeindegebiet sind die Torrenti Astrone (4 von 22 km im Gemeindegebiet), Gragnano (7 von 7 km im Gemeindegebiet), Montelungo (6 von 6 km im Gemeindegebiet), Parce (5 von 13 km im Gemeindegebiet) und Tresa (4 von 5 km im Gemeindegebiet). Die Torrenti Gragnano, Montelungo, Parce und Tresa gehören zum Flusssystem des Arno, der Astrone zum Flusssystem des Tiber.
Zu seinen Ortsteilen zählen Chiusi Scalo (252 m, ca. 3900 Einwohner), Montallese (266 m, ca. 560 Einwohner, gehört zum Teil auch zu Montepulciano), Macciano (335 m, ca. 50 Einwohner), Montevenere (350 m, ca. 140 Einwohner) und Querce al Pino (328 m, ca. 50 Einwohner).
Die Nachbargemeinden sind Castiglione del Lago (PG), Cetona, Chianciano Terme, Città della Pieve (PG), Montepulciano und Sarteano.

## Geschichte

### Antike
Chiusi, etruskisch Clevsin, lateinisch Clusium, geht auf etruskische Ursprünge zurück. Hüttenreste und Keramikfunde reichen bis in die Endbronzezeit und Villanovakultur, Nekropolen um die entstehende Stadt über dem Tal des Chiana stammen aus der Villanovazeit und der orientalisierenden Epoche, Kammergräber traten zuerst gegen Ende des 7. vorchristlichen Jahrhunderts auf. Damals war Clusium schon ein bedeutender Ort in Etrurien, Zentrum von Agrarwirtschaft, Handel und Gewerbe, Hauptort eines etruskischen Stadtstaates, Mitglied im etruskischen Zwölfstädtebund und wohl oligarchisch regiert. Einen archäologisch fassbaren Höhepunkt in der Entwicklung des Ortes stellt das 6. Jahrhundert v. Chr. dar.
Auch die römische Historiografie berichtet von Clusium. Danach rückte Lars Porsenna, der König der Stadt, nach dem Sturz des römisch-etruskischen Königs Lucius Tarquinius Superbus (510 v. Chr.) auf Rom vor, er belagerte die Stadt und nahm sie wohl auch ein. Von Rom aus soll Porsenna versucht haben, seine Herrschaft über Latium auszudehnen, doch erlitt sein Sohn Aruns Porsenna vor der latinischen Stadt Aricia durch Latiner und Griechen unter dem Tyrannen Aristodemos von Kyme eine Niederlage (504/503 v. Chr.). Der Vater musste sich daraufhin aus Rom wieder zurückziehen und kehrte wohl nach Clusium zurück, wo er wahrscheinlich zu Beginn des 5. Jahrhunderts verstarb.
Inwieweit die politischen Rückschläge des 5. Jahrhunderts v. Chr. (Niederlage der Etrusker in der Schlacht von Kyme, 474 v. Chr.) Chiusi beeinflussten, bleibt unklar. Römischer Geschichtsschreibung zufolge hat die Stadt im 4. Jahrhundert v. Chr. eine Rolle beim Galliereinfall nach Mittelitalien gespielt: Ein Chiusiner Bürger namens Arruns habe die Gallier zum Einfall verleitet. Chiusi wurde angegriffen (390 v. Chr.), die Einwohner wandten sich nach Rom um Hilfe, der römische Gesandte Quintus Fabius Ambustus tötete den Anführer der Gallier, worauf sich diese gegen Rom wandten. Archäologisch wird im weiteren Verlauf des 4. Jahrhunderts v. Chr. ein Verfall Chiusiner Macht sichtbar.
296/295 v. Chr. war das Chiusiner Territorium Schauplatz der Kämpfe zwischen Römern, Etruskern, Galliern und Umbrern (Schlacht von Sentinum). In der Folgezeit wurde Chiusi immer mehr in den römischen Staat einbezogen, freilich bei Erhalt seiner aristokratisch-oligarchischen Ordnung. Im Jahr 205 v. Chr., im Zweiten Punischen Krieg (218 – 201 v. Chr.) beteiligte sich die Stadt an der Ausrüstung des römischen Heeres, das in Nordafrika gegen Karthago zum Einsatz kommen sollte.
Nach dem römischen Bundesgenossenkrieg (91 – 89 v. Chr.) wurden die Chiusiner, nunmehr römische Bürger, der Tribus Arnensis zugeordnet. Der römische Dictator Sulla (82 – 79 v. Chr.) gründete auf Chiusiner Territorium eine Veteranenkolonie. Chiusi war nun eine römisch-etruskische Stadt im unter römischer Herrschaft geeinten Italien, ein Verkehrsknotenpunkt zwischen Arno- und Tibertal, zwischen toskanischer Küste und dem Hinterland.

### Mittelalter
Seit dem 11. Jahrhundert stand Chiusi unter der Herrschaft seiner Bischöfe, später unter dem Einfluss von Orvieto. 1231 kam es an Siena, 1556 an das Großherzogtum Toskana.

## Bevölkerungsentwicklung

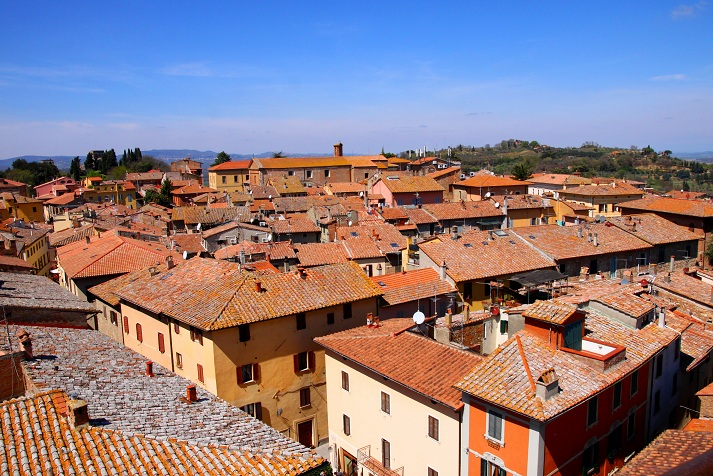
Blick auf Chiusi

## Sehenswürdigkeiten

### Etruskische Kultur
Im Umland von Chiusi befinden sich einige etruskische Hügelgräber. Das Etruskische Museum ist einer der wichtigsten Aufbewahrungsorte Italiens für etruskische Kultur.

In Chiusi gefundene etruskische Objekte
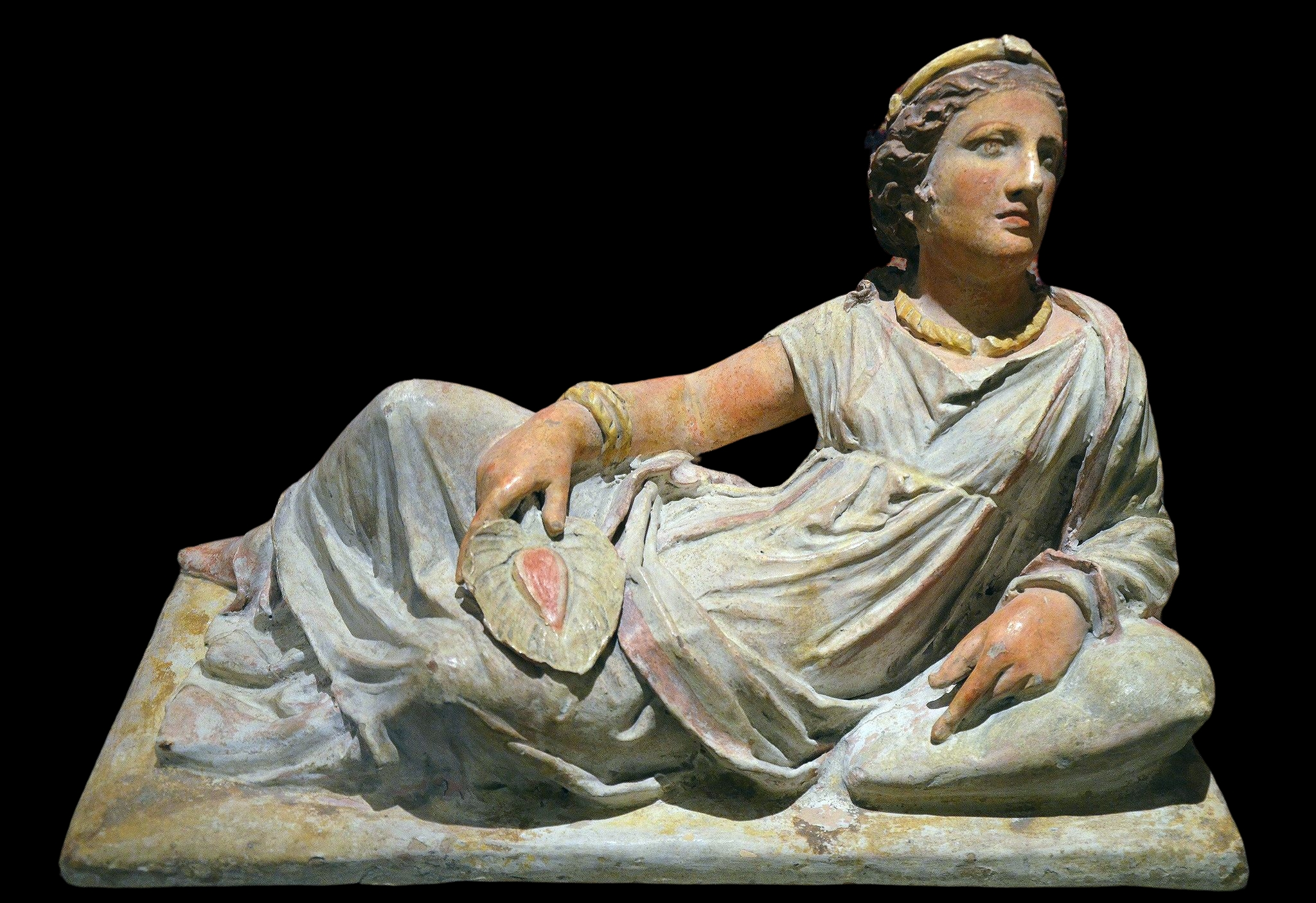
Terrakotta-Figur einer Etruskerin (Badisches Landesmuseum)
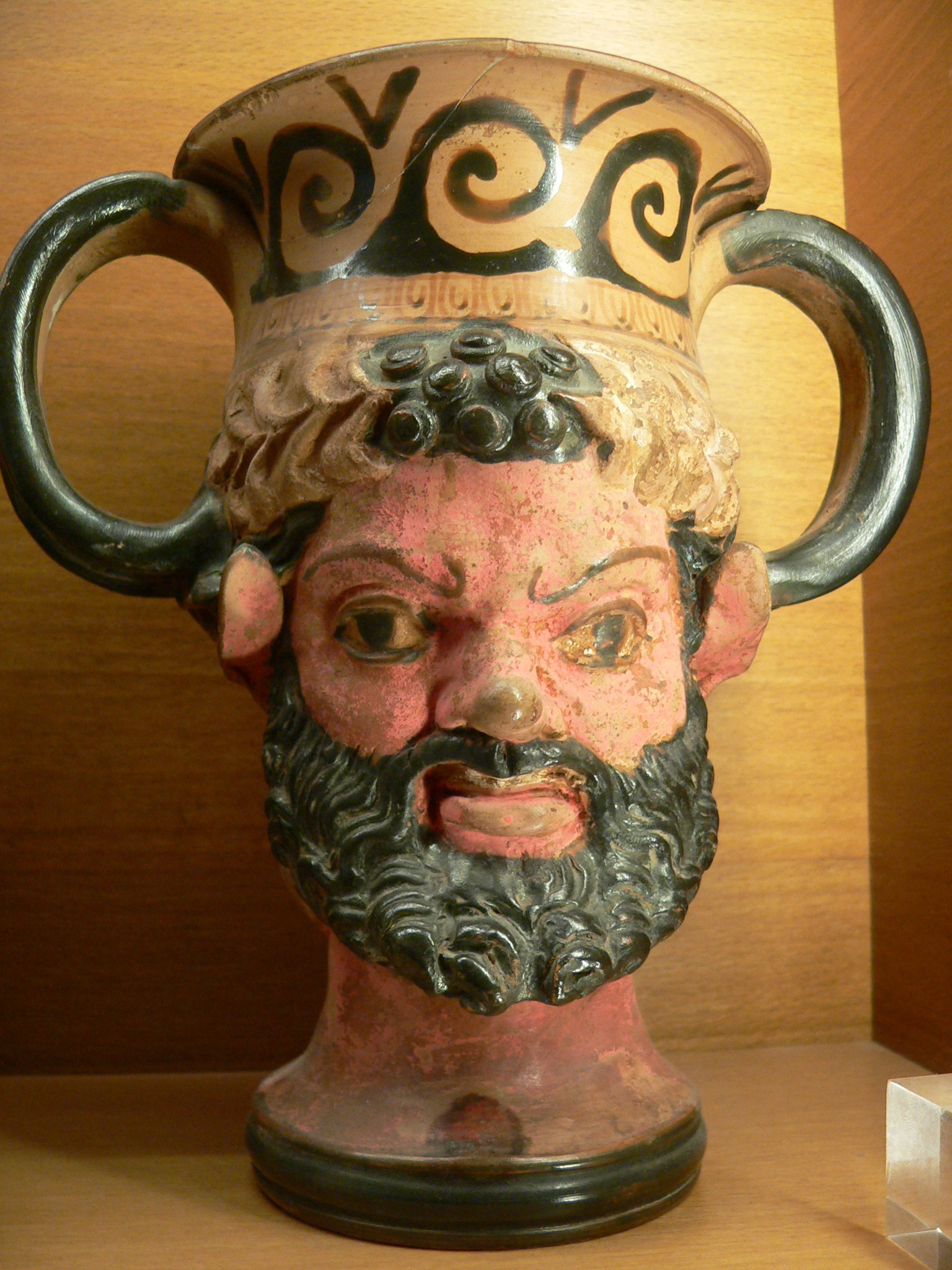
Doppelgesichtiger Kantharos (Trinkgefäß) (Louvre)
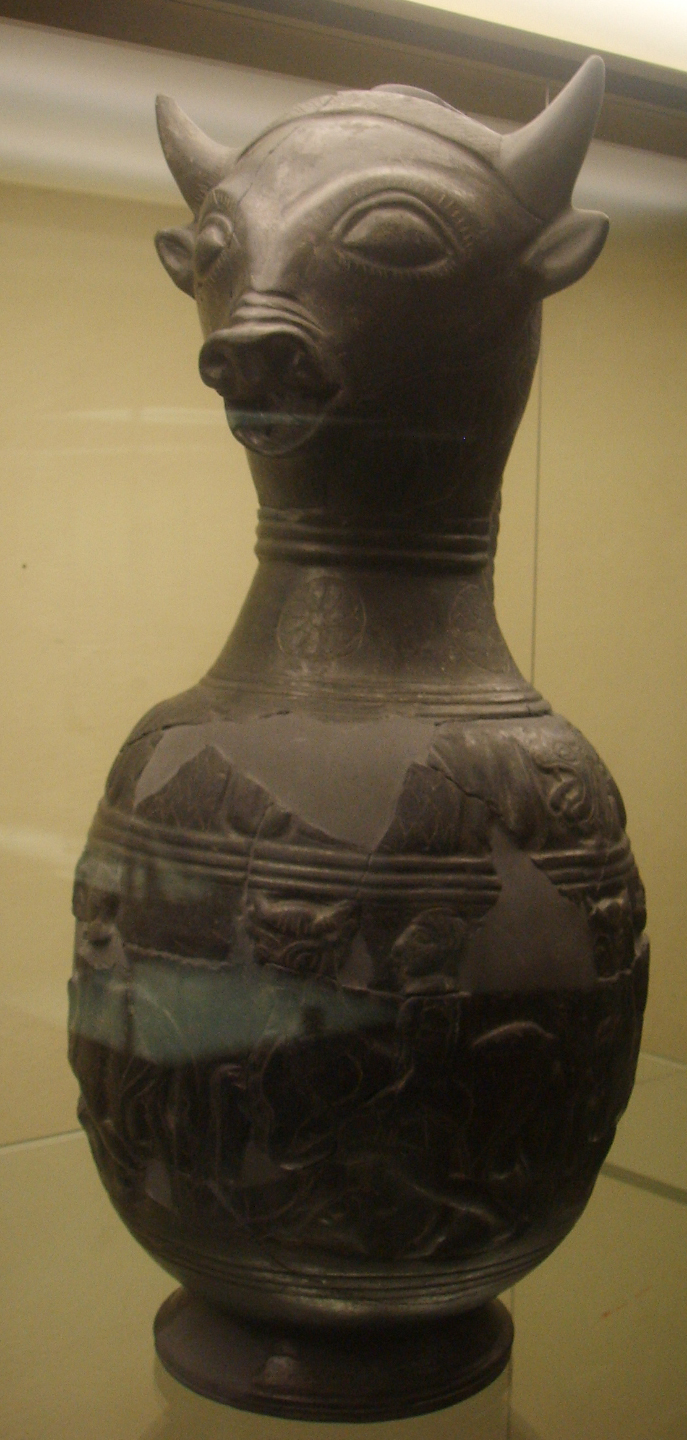
Weinkrug mit Stiergesicht (Archäologisches Nationalmuseum Florenz)
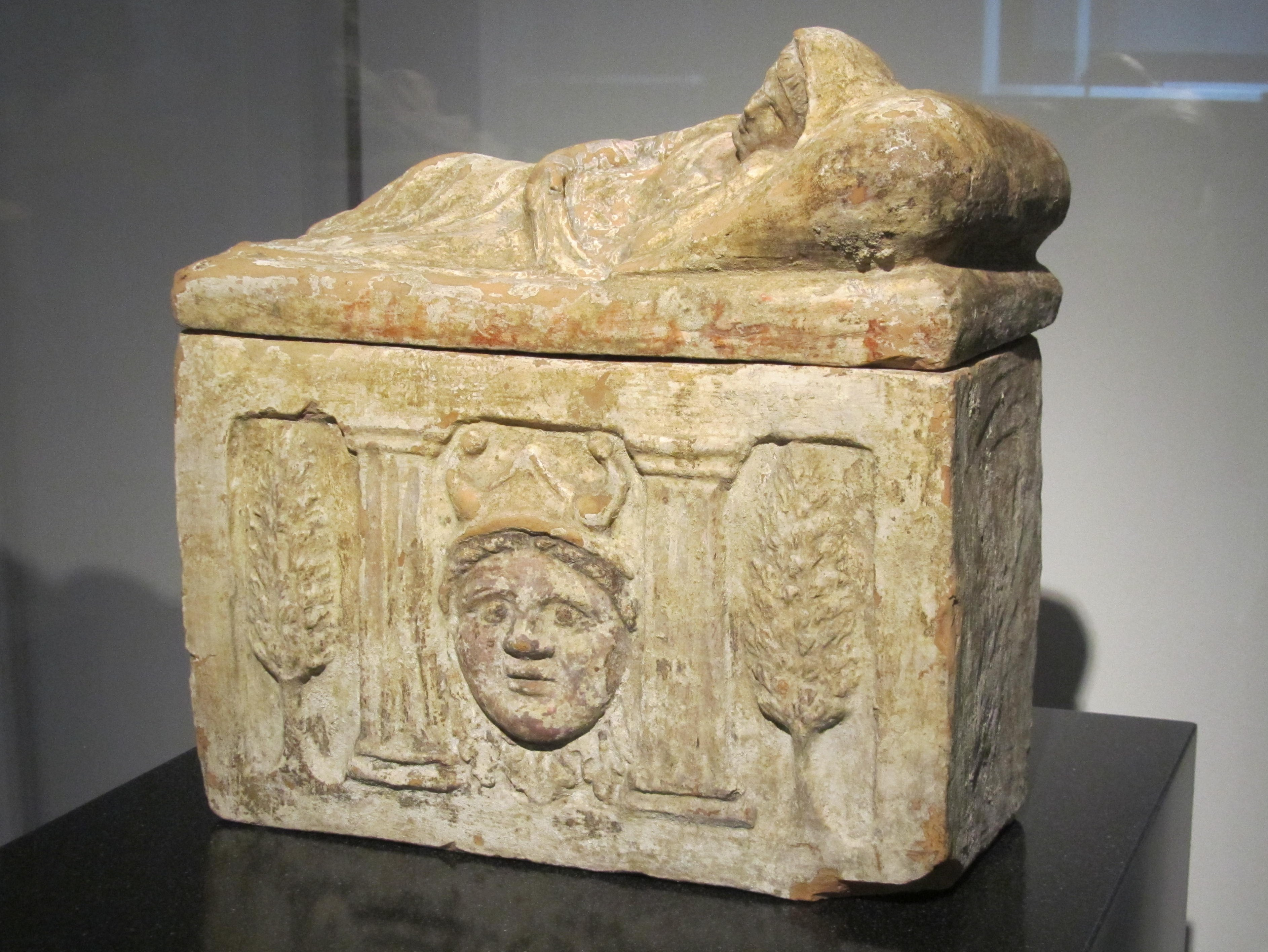
Asche-Urne 1. Jh. v. Chr. (Herzogliches Museum Gotha)
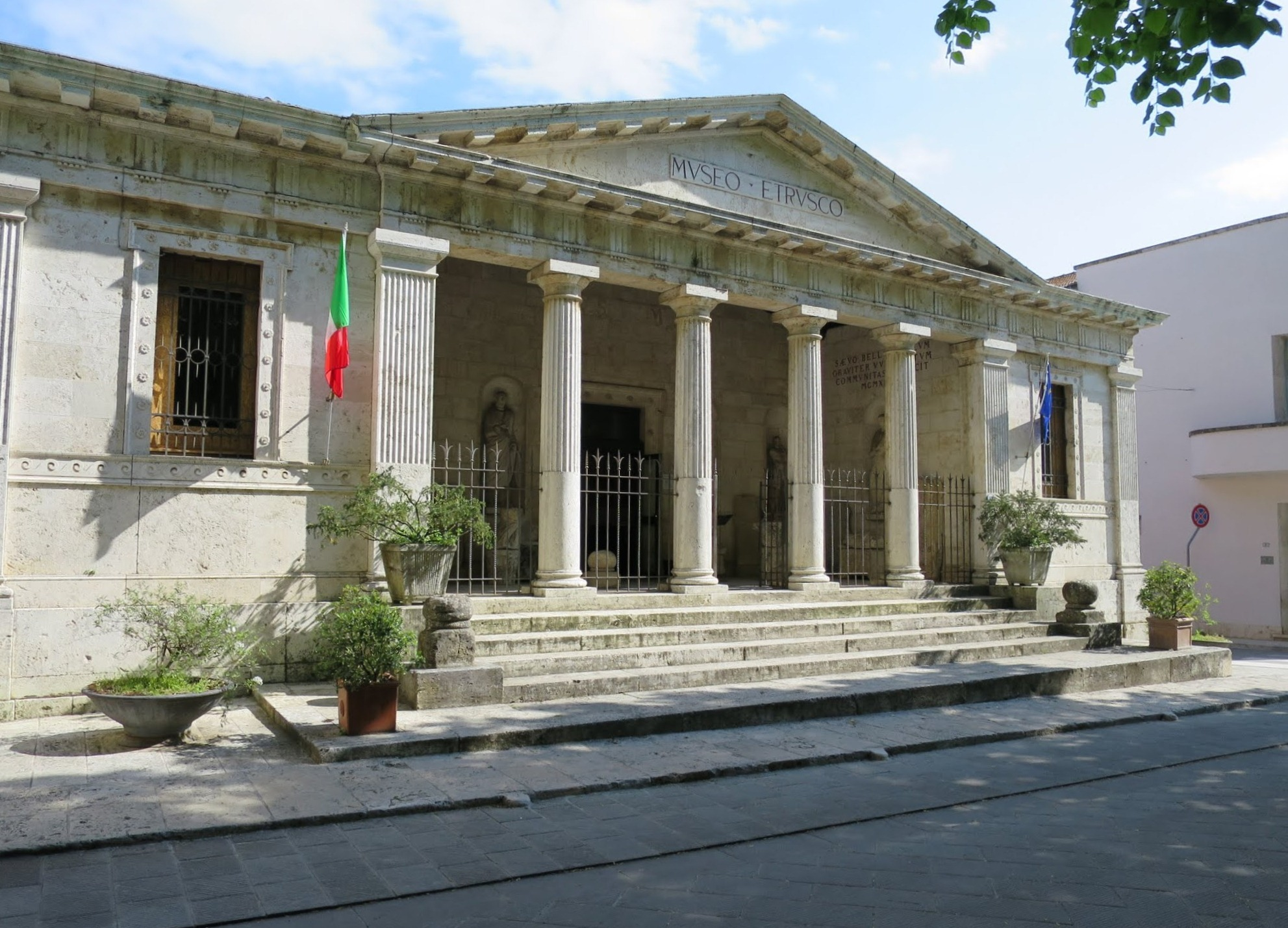
Museo archeologico nazionale di Chiusi (Museo Etrusco)
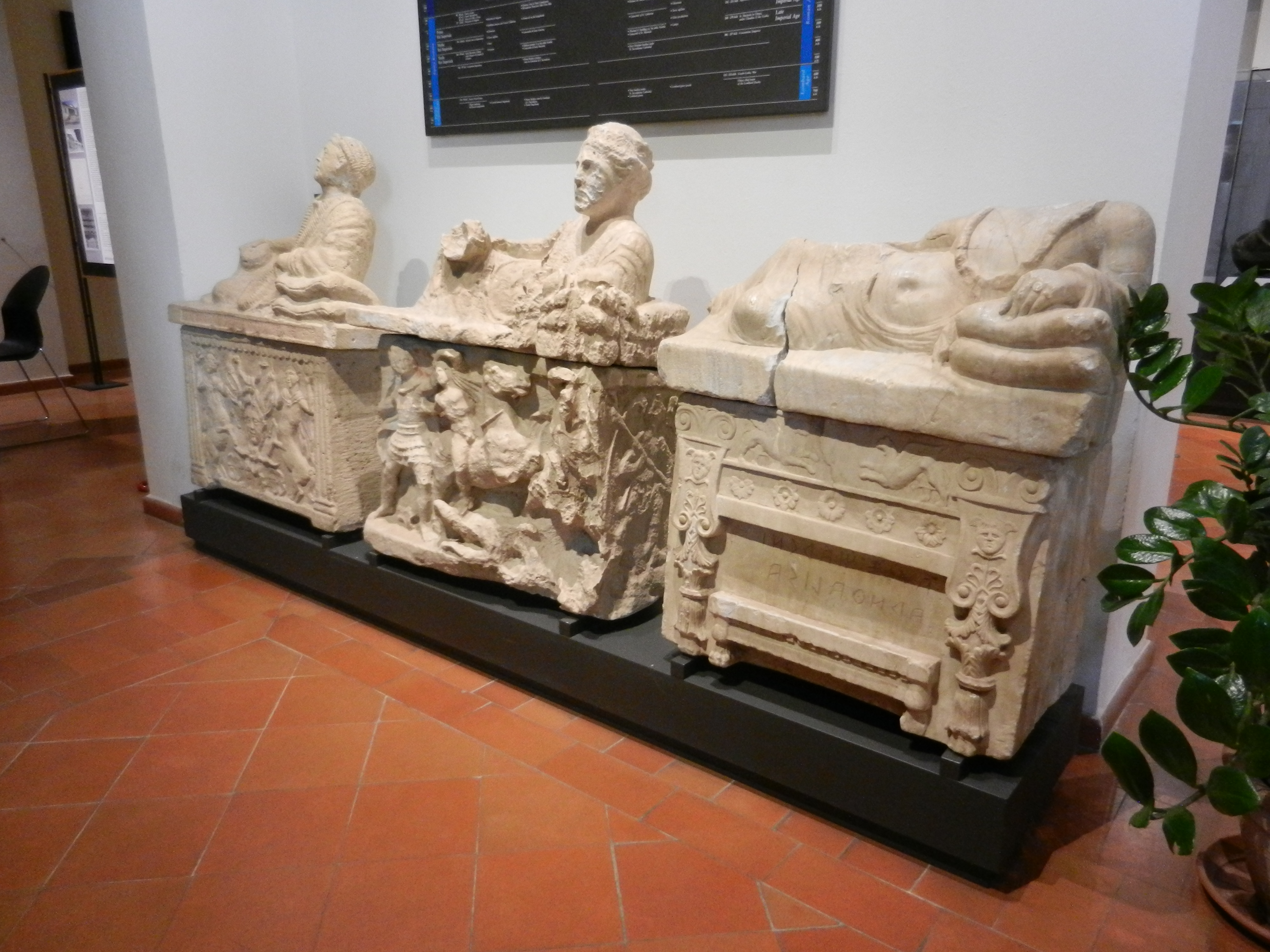
Exponate im Etruskischen Museum Chiusi

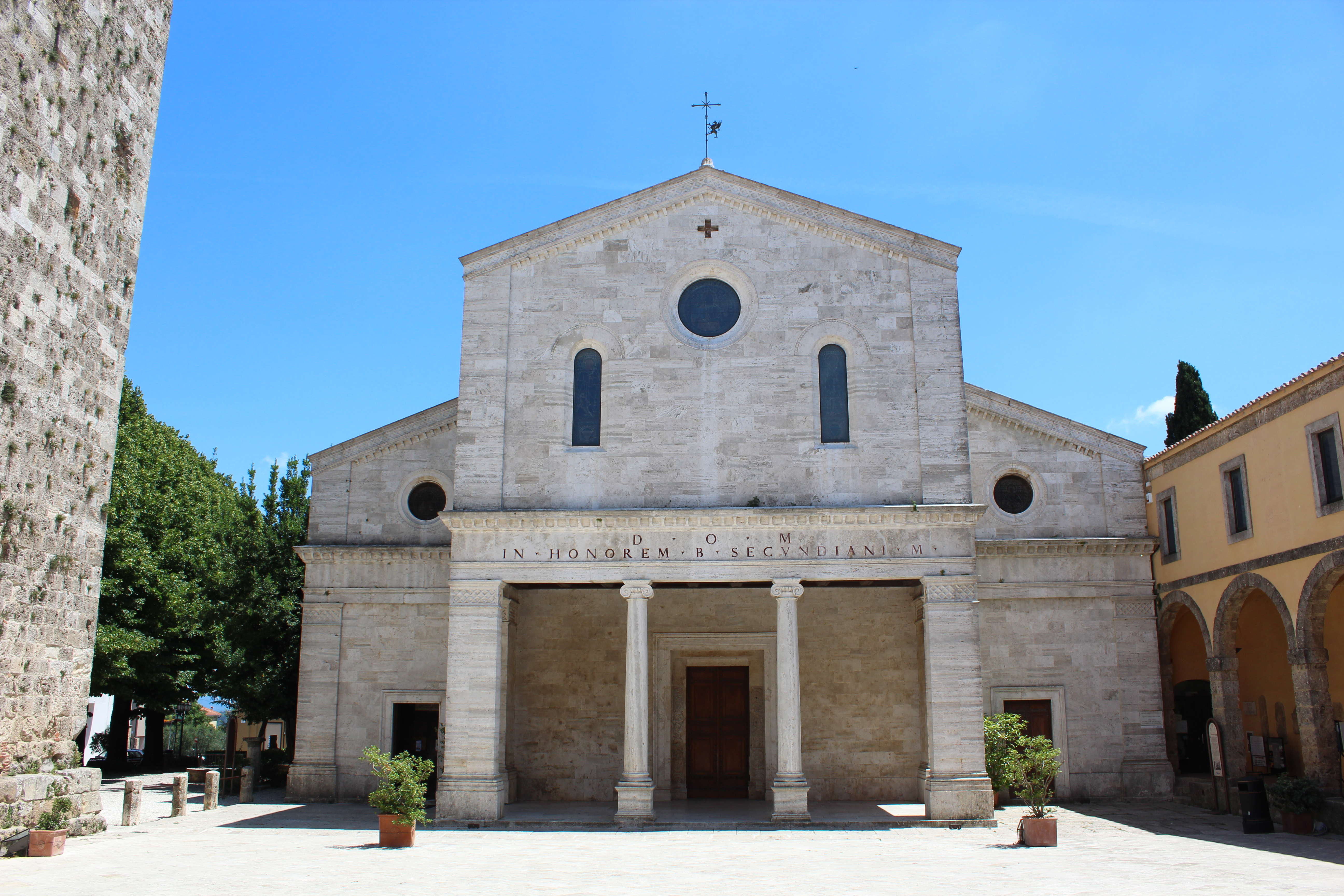
Duomo di San Secondiano

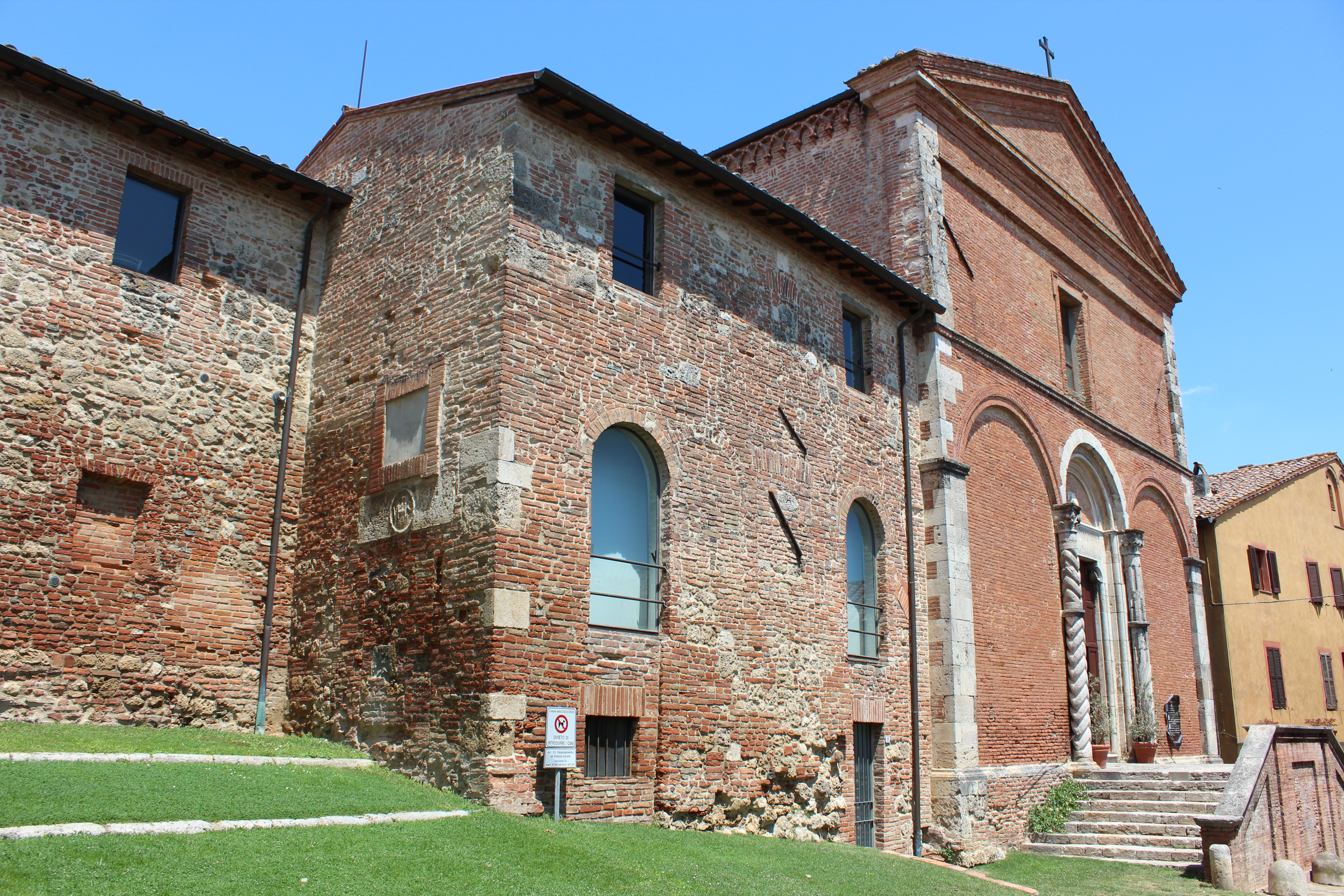
Chiesa di San Francesco

### Kirchen
- Concattedrale di San Secondiano, auch Duomo genannt, Konkathedrale im Bistum Montepulciano-Chiusi-Pienza. Der Campanile entstand 1585 aus einem Wehrturm. Das Gebäude entstand im 6. Jahrhundert und wurde im 12. Jahrhundert stark verändert. Weitere Veränderungen wurden am Ende des 18. Jahrhunderts durchgeführt. Von 1887 bis 1894 restaurierte Giuseppe Partini die Kirche. Sie enthält im Inneren Werke von Arturo Viligiardi (Santa Caterina che impara miracolosamente a leggere (Cappella della Madonna), La martire Orsola, Dormitio Virginis, Santa Caterina d’Alessandria und Sante e Santi martiri) sowie ein Werk von Bernardino Fungai (Adorazione del Bambino tra i Santi Secondiano e Girolamo).[5]
- Chiesa di San Francesco, Kirche im Ortskern am Rathausplatz. Zu der Kirche gehörte früher ein Kloster, das von dem Augustinerorden betrieben wurde.
- Chiesa di Santa Maria Novella, Kirche im Ortskern aus dem 11. Jahrhundert. Der Campanile wurde später errichtet und entstand aus einem Turm der Wehrmauer. Wurde 1902 restauriert.[5]
- Chiesa di Sant’Apollinare, Kirche im Ortskern
- Chiesa di Santo Stefano, Kirche im Ortskern
- Chiesa di Santa Maria della Pace, 1925 entstandene Kirche im Ortsteil Chiusi Scalo.[5]
- Chiesa del Santissimo Nome di Maria, Kirche im Ortsteil Querce al Pino. Die Kirche entstand 1586 an der Stelle eines Tabernakel und gehörte zunächst zu den Franziskanern, dann zu den Jesuiten, die bis 1621 blieben.
- Chiesa di San Piero Apostolo, Kirche im Ortsteil Macciano
- Chiesa di San Leopoldo, Kirche in der Località Dolciano. Entstand im 17. Jahrhundert.[5]

### Weitere Sehenswürdigkeiten

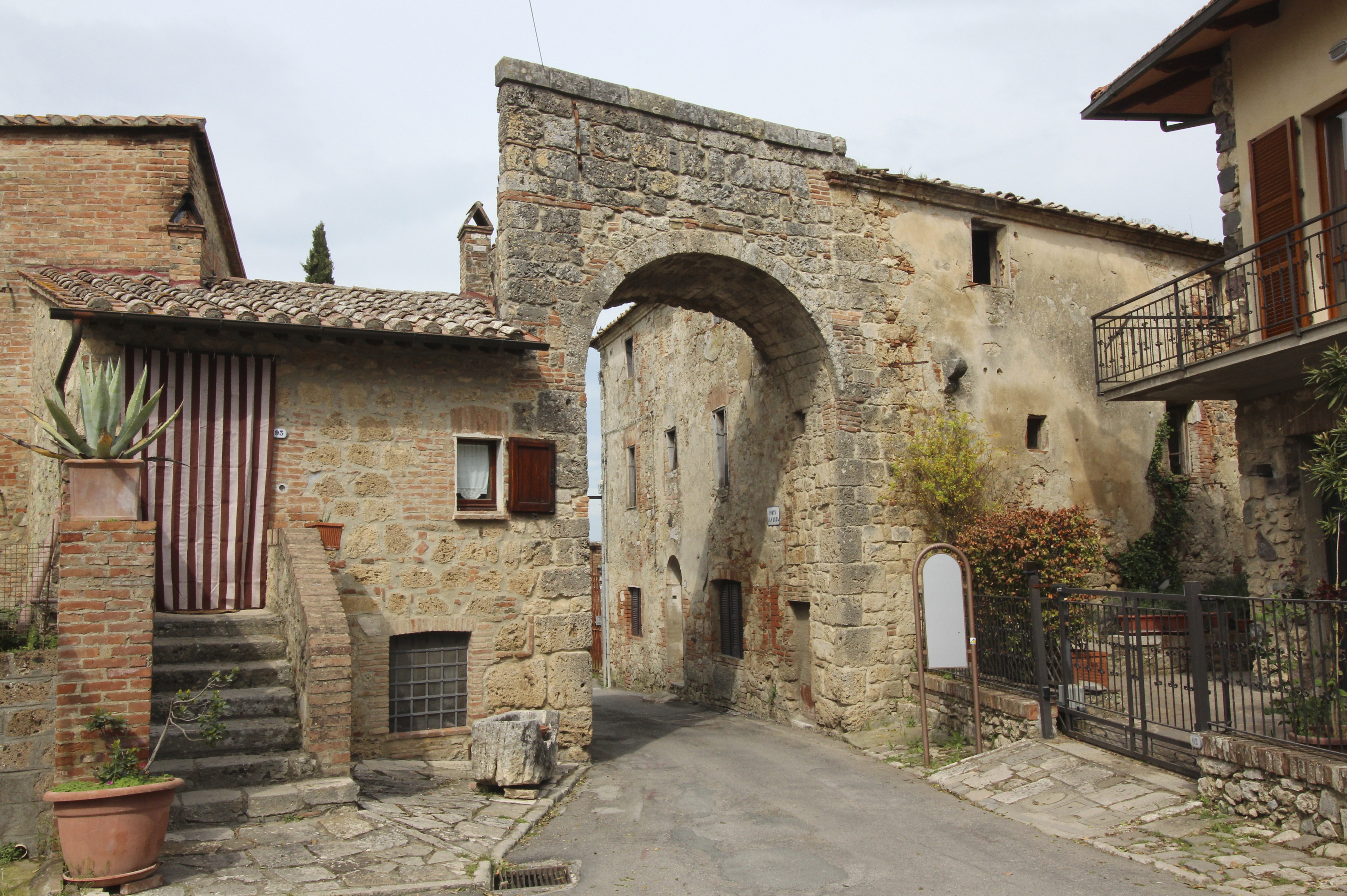
Porta Lavinia

- Fortezza (auch Rocca Paolozzi genannt[6]), Burg aus dem späten 12. Jahrhundert.[7]
- Porta Lavinia, früher auch Porta alla Vigna genannt, nördliches Stadttor, das heute noch vorhanden ist und vor dem 14. Jahrhundert entstand.[8]
- Palazzo Comunale, Rathaus aus dem 15. Jahrhundert.[7]
- Teatro comunale Pietro Mascagni, Theater
- Lago di Chiusi, See und Naturschutzgebiet (Aree naturali protette di interesse locale (ANPIL))
- Tomba del Colle Casuccini (Grab vom Casuccinihügel) – etruskisches Grab
- Tomba della Scimmia (Grab des Affen)
- Tomba di Poggio al Moro (Das Grab vom Moro-Hügel)

## Verkehr

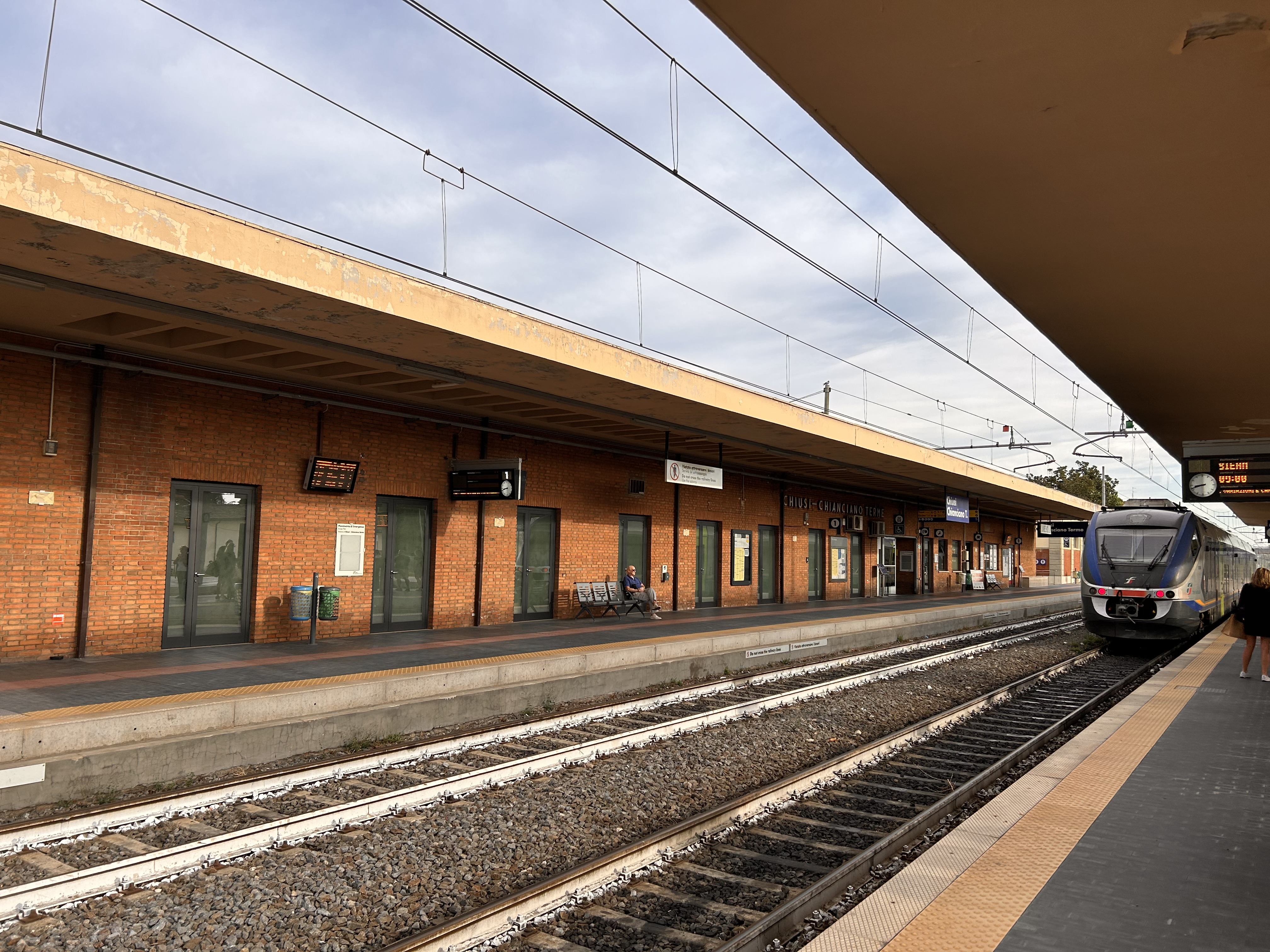
Bahnhof Chiusi-Chianciano Terme

- Chiusi ist über die Anschlussstelle Chiusi-Chianciano Terme an die A1 (Autostrada del Sole) angeschlossen.
- Im Ortsteil Chiusi Scalo steht der Bahnhof Chiusi-Chianciano Terme an der Schnellfahrstrecke Florenz–Rom.
- Der Bahnhof im Ortsteil Montallese war ebenfalls an diese Strecke angeschlossen. Zudem lag er an der Strecke Empoli-Siena.

## Gemeindepartnerschaften
Chiusi unterhält Gemeindepartnerschaften mit:
- Andrézieux-Bouthéon, Département Loire, Frankreich
- Neu-Isenburg, Deutschland